# Союз слуг Махди
Союз слуг Махди (араб. اتّحاد خدّام المهدي‎) — религиозная некоммерческая организация шиитского ислама, базирующаяся в Великобритании и находящаяся под руководством Ясира аль-Хабиба. Основана 4 мая 1999 в Кувейте как Организация слуг Махди (араб. هيئة خدّام المهدي‎), позже переорганизована в Лондоне, куда шейх уехал после выпуска из тюрьмы кувейтскими властями.

## Миссия
Организация по собственному заявлению преследует следующие цели:
- Тавалла[англ.] и табарра[англ.].
- Создание Большого Бахрейна[1], что по мнению организации необходимо в силу дискриминационной политики властей арабских монархий Персидского залива против шиитского населения, притом организация подчёркивает, что против применения силовых методов достижения сепаратистских целей.
- Переименование иракских топонимов, названных в честь фигур исламской истории, почитаемых в суннитском исламе и порицаемых в шиитском[2] (таких как Харун ар-Рашид, аль-Мансур ад-Даваники, Абу Джафар аль-Мустансир Биллах, Абу Ханифа, Абдуллах аль-Мамун, Салах ад-Дин, аз-Зубейр ибн аль-Аввам, Асма бинт Абу Бакр, Аиша бинт Абу Бакр, аль-Мутасим Биллах, Ибн аль-Джаузи, Ибн Халдун, Абдул-Кадир Гилани, Малик ибн Анас, Муаз ибн Джабаль), так как по мнению организации факт наличия объектов с таким наименованием является оскорблением для страны, большинство которой являются шиитами.
- Пропаганда идей массовых протестов и лоббирования международного давления на саудовский режим[3] с целью вынудить его реставрировать кладбище аль-Баки, где похоронены некоторые сахаба и члены семьи Мухаммеда, снесённое в соответствии с суннитской салафитской доктриной, считающей посещение могил проявлением ширка.
- Распространение шиитского ислама через да'ват («проповедь) среди суннитов, иудеев, христиан и прочих[4] с целью в долгосрочной перспективе создать единое шиитское исламское государство там, где шииты будут большинством, а также освободить Мекку и Медину из под саудовского контроля, а Иерусалим — из под израильского.
- Также выступает за установление переходное правительство секьюрократии сроком на 10 лет[5] с применением экстренных мер (таких как дебюрократизация экономики с целью стимулировать экономическую активность, привлечение иностранных инвестиций, строительство жилья и инфраструктурных объектов и уменьшение зарплат чиновников и перенаправление денег иракским вооружённым силам и нуждающимся слоям населения вроде вдов и сирот) под патронажем ООН.

## Активы
Организация контролирует спутниковые каналы Fadak TV и Саут аль-Итра, которые ведут вещание из Великобритании из «Малой земли Фадак» (араб. أرض فدك الصغرى‎), земельного участка, выкупленного организацией для ведения своей деятельности и находящегося на окраинах западнее Лондонской агломерации (деревня Фулмер, Букингемшир), там же находится офис шейха Ясира аль-Хабиба.
На этом же земельном участке расположена Хауза Двух Имамов Аскари (религиозная семинария, где Ясир аль-Хабиб обучает своих студентов) и Мечеть имени Третьего Внука аль-Мухассина (араб. مسجد السبط الثالث المحسّن‎), расположенная в бывшей церкви (тем не менее намаз совершается под открытым небом, т.к. именно так по шиитским хадисам молился Мухаммад, вне стен).

## Активность
Организация организовала несколько публичных акций:
9 марта 2018 захватилаздание иранского посольства в Лондоне в знак протеста против иранского режима в связи с арестом Хусейна Ширази (сын аятоллы Садика Ширази, которого организация признаёт своим марджой) 3 днями ранее.
11 мая 2022 атаковала здание саудовского посольства.
4 августа 2022 атаковала здание азербайджанского посольства в знак протеста против президента Алиева, который по словам организации ограничивает религиозные свободы шиитского населения.
Также организация организовала съёмки фильма «Царица небесная».

## Сторонники
Некоторые шиитские бойцы иракских вооружённых сил, разделяющие идеологию шейха Ясира аль-Хабиба, участвовали в войне против группировки «Исламское государство» под знамёнами организации.